# El Mataronés
El Mataronés fou un setmanari mataroní que va aparèixer el 1876 i que va durar fins amb diferents canvis de concepte i de contingut, fins a 1887. El primer El Mataronés era l'òrgan d'expressió de l'Instituto Industrial, Comercial y de las Artes.

## Primera etapa
El primer número va sortir el 17 de setembre de 1876, amb el lema, en castellà «Todo por Mataró, todo para Mataró». Publicat setmanalment, els temes econòmics hi prenien una especial rellevància. Durant la seva primera etapa (1876- 878, 17 números), el propòsit del setmanari era defensar els interessos de la ciutat de Mataró i informar de tot el que hi succeïa.
Els apartats temàtics eren: «Sección local», gasetilla de notícies curtes d'esdeveniments i que va prendre més relleu amb el pas dels anys; la «Correspondencia», on es publicaven les cartes dels lectors; «Variedades», secció amb notícies i comentaris curiosos, estadístiques, ciència, invents, entre d'altres; la «Secció Industrial», on es podien llegir les notes econòmiques i de l'estat del desenvolupament industrial; la «Revista de Espectáculos», que comentava les obres de teatre representades a la ciutat de Mataró. El setmanari també comptava amb altres seccions que es referien a qüestions religioses, de literatura, judicials, oficials i de meteorologia. La darrera part eren les pàgines d'anuncis. En aquesta etapa, tant pel format com per l'estructura del setmanari, l'estructura d'El Mataronés s'inspirava en l'antic Diario de Barcelona.

## Segona etapa
El Mataronés de caràcter enciclopèdic i il·lustrat dels primers anys deriva en temàtica política. L'afirmació fundacional de setmanari de «nada de política; nada de personalidades», canvia al final de 1878 per donar pas a un suport incondicional al partit conservador.
Els sectors liberals de la publicació, que intentaven conviure amb un pacte de no polititzar el setmanari, van abandonar-la per a fundar El clamor de la Marina. Els que controlen El Mataronés passen a militar a les files de Cánovas del Castillo. Del caràcter informatiu i formatiu dels primers anys, es produeix un canvi d'estructura del setmanari, que passa a tenir a centrar-se en els temes polítics i ideològics. A més, es mostra partidari de les idees i actituds del partit conservador en el govern. Els continguts de la segona etapa es caracteritzen per una gran presència de matèria religiosa. Així, hi ha la secció religiosa, d'anuncis, gasetilla, remitidos, Ecos de Madrid, i la primera pàgina amb els editorials i els articles de fons. La política nacional hi té un lloc destacat a través de les cròniques dels esdeveniments del parlament, i amb les notícies bèl·liques de Marroc i Cuba.
Però el més important per als directors del setmanari era l'atac als partits contraris i a les seves publicacions: El Clamor de la Marina, El Liberal, La Verdad i El Ideal Moderno. També tenien pàgines senceres dedicades a l'insult cap als polítics antagonistes.

## Retorn parcial als orígens i fi de la publicació
Al final de 1881 el setmanari va tornar a l'esperit que havia animat la publicació dels primers anys. Tot i que no va abandonar el credo polític conservador, hi havia una presència més gran dels temes culturals. El món de la ciència, l'economia i la societat, entre d'altres, tornaven a tenir un cert pes en els continguts d'El Mataronés.
És d'interès la crònica de l'estada a Mataró de Pi i Margall el juny de 1881; la de Víctor Balaguer l'agost de 1882, amb motiu d'un míting proteccionista; i l'edició a termini de les obres: «Iluro», d'Antonio de Bofarull y Brocá, i el "Catálogo por orden alfabético de los Mataronenses más ilustres", de l'arxiver municipal José Manén.
En aquests anys continuen les polèmiques amb els adversaris polítics, però són menys virulents. A mesura que passaven els anys, la revista va perdre qualitat i interès. A principi de 1886 se'n va reduir el format, que passa a ser ocupada gairebé completament d'anuncis, amb molt poca informació. Va deixar de publicar-se el 12 de desembre de 1886, per a reprendre l'edició el 6 de març de l'any següent. Va durar pocs mesos i el 23 d'octubre de 1887 Pascual de Lentisclá signava un full de comiat, que posava punt final al setmanari.

## Directors
- Equip format per: Pablo Fradera, Jacinto Puig, Miguel Mas i Salvador Bassa.
- José Pascual de Lentisclá (marc 1879)
  - Col·laboradors: R. Saborit Thómas, José Badía, Ventura Marlet, J.Barba, Ramon Golart, R.Gutiérrez i Joaquín Valentí